# Peperomia malaccensis
Peperomia malaccensis är en pepparväxtart som beskrevs av Henry Nicholas Ridley. Peperomia malaccensis ingår i släktet peperomior, och familjen pepparväxter. Inga underarter finns listade i Catalogue of Life.